# Баранов, Александр Николаевич (режиссёр)
Александр Николаевич Баранов (род. 20 марта 1955, Алма-Ата) — российский кинорежиссёр, сценарист и продюсер.

## Биография
В 1985 году окончил сценарный факультет Всероссийского государственного института кинематографии им. С. А. Герасимова.
В 1985 году выступил сценаристом фильма «Кто ты, всадник?».
Для киножурнала Ералаш создал 3 сюжета.
Первая режиссёрская работа — «Трое» (1988) в соавторстве с Бахытом Килибаевым. Фильм удостоен четырёх гран-при фестивалей «Дебют», «Молодость» и «Созвездие» (за лучшую актёрскую работу и актёрский ансамбль).
Один из авторов сценария фильма «Игла» (1988), в котором главную роль сыграл Виктор Цой.
Выступил режиссёром, сценаристом и продюсером фильма «Шанхай» (1996), получившего приз киевского фестиваля «Золотой Витязь».
Работает в команде Тимура Бекмамбетова с 2011 года. Один из режиссёров фильма «Ёлки 2» (2011).
В 2012 году в соавторстве с Дмитрием Киселёвым выступил режиссёром фильма «Джентльмены, удачи!».

## Фильмография

### Режиссёр
- 1988 — Трое
- 1989 — Женщина дня
- 1990 — Клещ
- 1996 — Шанхай
- 1997 — Новогодняя история
- 2003 — Участок
- 2006 — Громовы
- 2006 — Заколдованный участок
- 2007 — Громовы. Дом надежды
- 2010 — Любовь под прикрытием
- 2011 — Ёлки 2
- 2012 — Джентльмены, удачи!
- 2013 — Не кончается синее море
- 2014 — День дурака
- 2014 — Екатерина
- 2014 — Тайна кумира
- 2015 — Рая знает
- 2016 — Громовержец
- 2017 — Победители
- 2018 — Берёзка
- 2019 — Невеста комдива
- 2020 — Теорема Пифагора
- 2021 — Тайна Лилит

### Сценарист
- 1987 — Кто ты, всадник?
- 1988 — Игла
- 1988 — Трое
- 1988 — Вместе
- 1989 — Женщина дня
- 1995 — Абай
- 1996 — Шанхай
- 2006 — Громовы
- 2007 — Громовы. Дом надежды
- 2010 — Игла-Ремикс
- 2012 — Джентльмены, удачи!
- 2014 — День дурака

### Продюсер
- 1996 — Шанхай
- 2006 — Громовы
- 2007 — Громовы. Дом надежды